# Trithiokohlensäure
Die Trithiokohlensäure ist eine zur Kohlensäure analoge Säure, bei der die drei Sauerstoffatome durch Schwefel substituiert sind. Sie ist im Gegensatz zur Thio- und Dithiokohlensäure relativ stabil.
1928 gelang Mills und Robinson erstmals die Synthese der Reinsubstanz aus Ammoniumtrithiocarbonat und Schwefelwasserstoff.

## Gewinnung und Darstellung
Trithiokohlensäure kann durch Reaktion von Bariumtrithiocarbonat mit Chlorwasserstoff in Wasser gewonnen werden.

## Derivate
Das Anhydrid der Trithiokohlensäure ist Kohlenstoffdisulfid.